# T.38
T.38은 IP 네트워크를 경유한 팩시밀리의 전송을 실시간으로 가능케 하는 국제전기통신연합(ITU) 권고이다. (이른바 FoIP)

## 역사
T.38 팩스 릴레이 표준은 1998년에 IP 네트워크에서 기존의 그룹 3 팩스 터미널들간 전송을 가능케하는 한 방법으로서 고안되었다. T.4 및 관련 팩스 표준들은 인터넷이 떠오르기 전인 1980년 ITU에 의해 출판되었다. 1990년대 말에 VoIP가 전통적인 공중 교환 전화망(PSTN)의 대안으로서 떠오르기 시작했다. 그러나 대부분의 VoIP 시스템들이 데이터 호출보다는 음성에 최적화되어 있기 때문에 전통적인 팩스 기기들은 지연, 지터, 패킷 소실 등의 문제로 잘 동작하지 못했다. 그러므로 IP를 경유한 팩스 송신을 위한 일부 수단이 필요했다.

## 관련 소프트웨어
- 아스테리스크 (PBX)
- 프리스위치 소프트스위치
- ICTFax 웹 팩스

## 같이 보기
- 인터넷 팩스